# Little Baddow
Little Baddow is een civil parish in het bestuurlijke gebied Chelmsford, in het Engelse graafschap Essex.